# Michel Favre (scultore)
Michel Favre (Losanna, 1947) è uno scultore svizzero.

## Biografia
Dopo i primi anni trascorsi a Losanna, a cinque anni si trasferisce con la famiglia a Martigny dove risiede e lavora ancora oggi. A 15 anni comincia l'apprendistato di scultore-marmista, impara a picchiare il sasso, a trattare i materiali, acquisendo una prima competenza artigianale e tecnica. In questo periodo collabora al restauro di capitelli e decorazioni scultoree sulla facciata di Palazzo federale a Berna. Si sposta molto spesso per viaggi di lavoro o studi inerenti all'archeologia, sua grande passione.
Nel 1972 apre il suo atelier a Martigny e fino al 1980 realizza quasi esclusivamente sculture in pietra. Dai venti ai venticinque anni continua la formazione nella Svizzera tedesca, frequentando le scuole d'arte di Berna e San Gallo. Nel 1977 tiene la prima esposizione personale a Saint-Maurice. Nel 1981 approda definitivamente alla scultura. In seguito segue un nuovo corso a San Gallo e dal 1991 integra nella scultura in bronzo altri materiali, in particolare vetro e componenti elettroniche. Dal 1983 è membro della VISARTE (Società pittori, scultori, architetti svizzeri), di cui è stato presidente dal 1986 al 1993.

## Caratteristiche
L'opera di Michel Favre è caratterizzata da figure umane che vivono una vita quotidiana alienante e spesso distruttiva, caratterizzata dalla sofferenza del vivere. Favre descrive un uomo moderno che, schiacciato dall'incombere della tecnologia e dalle macchine, ha perso se stesso e ricerca, invano, sicurezze nella memoria.

## Riconoscimenti
- 1988: Premio della Fondazione Henri & Marcelle Gaspoz
- 1998: Premio MAC-2000, Parigi

## Esposizioni
Mostre personali
- 2010: Ton Art Galerie, Marktbreit; Galerie 2016, Hauterive
- 2009: Galerie Strassacker, Süssen Deutschland; Manoir de la Ville de Martigny
- 2008: Galerie Grande Fontaine, Sion
- 2007: Galleria d'Arte la Colomba, Lugano-Viganello
- 2007: Galleria Zeugma, Köln
- 2006: Galleria für Gegenwartskunst, Bonstetten/Zürich
- 2006: Galleria Am Park, St.Gallen
- 2005: Galleria 2016, Hauterive/Neuchâtel
- 2004: Centre de Culture et de Loisirs, Saint-Imier
- 2003: Galleria d'Arte la Colomba, Viganello-Lugano
- 2003: Galleria Grande Fontaine, Sion
- 1996: Fondazione Pierre Gianadda, Martigny

Mostre collettive
- 2010: Da Degas a Picasso, Etroubles (AO)
- 2010: ARTBREIT in Marktbreit, Avoir 20 ans; Galerie Lefor Openo, Paris
- 2009: Huit lustres et belle lurette - Les 40ans de la galerie 2016, Musée d'art et d'histoire Neuchâtel
- 2008: Figur / Natur - Mit allen Sinnen im Park von Burg Schaubeck, Steinheim-Kleinbottwar
- 2007: Akzenta Graz (Galerie Zeugma) > Vanitas vanitatum, Le 7, Galerie Jean-Michel Gard, Martigny
- 2006: Triennale Svizzera della Scultura, Vaduz
- 2006: La passione per l'arte, "La Colomba" 25 anni dopo, Viganello-Lugano
- 2006: L'arte al maschile, Sion
- 2005: Ferme de la Chapelle, Grand-Lancy
- 2005: Hospice Saint-Charles, Rosny sur Seine (Francia)

## Pubblicazioni
- Michel Favre: Sculpteur-Plastiker-Scultore » 1988, Éditions d'En-Haut, La Chaux-de-Fonds.
- Michel Favre: Itinéraire 1987-1995 » 1996, Éditions Gilles Attinger, Hauterive.
- Michel Favre: 1996, Fondation Pierre Gianadda, Martigny.
- Michel Favre: Une situation hautement (im) probable » 1999, Edizioni Colomba, Lugano-Viganello.
- Michel Favre: Spazio e paradosso » 2003, Edizioni Colomba, Lugano-Viganello.